# Anell de Silvià

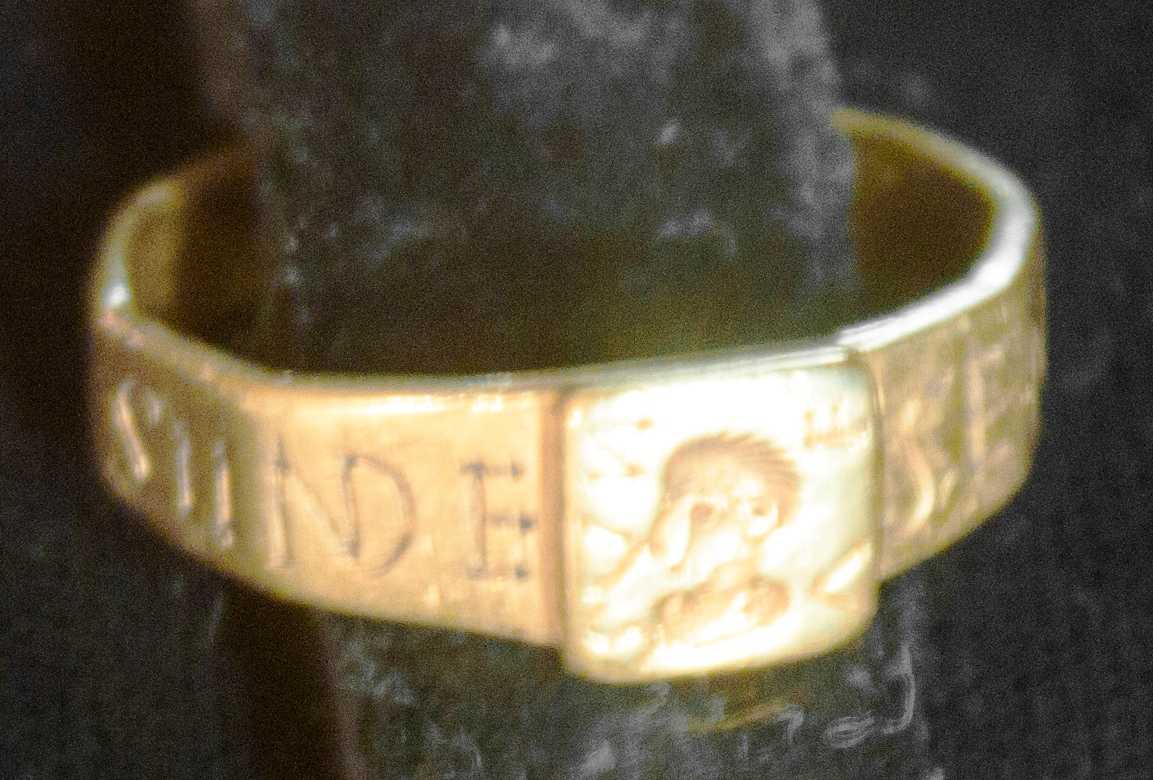
Anell de Silvià

L'anell de Silvià o també conegut com l'Anell Vyne és una joia d'or, que data probablement del segle iv, descobert el 1785 en un camp llaurat a la vora de Silchester, a Hampshire (Anglaterra). Aparentment va ser propietat d'un britorromà anomenat Silvià, i va ser robat per una altra persona anomenada Senecià, sobre la qual Silvià va llançar una maledicció.
El 1929, durant les excavacions de l'emplaçament del temple romà de Nodens a Lydney Park, l'arqueòleg Sir Mortimer Wheeler va descobrir allà detalls de la maledicció. Com Wheeler va consultar J. R. R. Tolkien dades del nom del déu invocat en la imprecació, aquest anell i la seva maledicció van poder haver inspirat l'Anell Únic d'El hòbbit i El Senyor dels Anells.
Després de la seva descoberta en el segle xviii, l'anell va passar a les mans de la família Chute, la casa de pagès la qual era coneguda com «The Vyne», també a Hampshire, avui propietat de la National Trust. A l'abril de 2013 l'anell va sortir de la seva biblioteca per a una exposició.

## Descripció
L'anell de Silvià és més gran de l'habitual en les peces del seu tipus, perquè té 25 mm de diàmetre i pesa 12 g, havent estat potser fabricat amb la intenció d'usar-lo sobre un guant. El cercle de l'anell té deu facetes. La part ampla és un quadrat bisellat amb una imatge de la deessa Venus gravada. A un costat estan les lletres «VE» i a l'altre «NVS», en escriptura especular. Així, en usar-lo com un segell sobre lacre o un altre material, el bust i les lletres canvien de sentit i apareixen a la seva posició natural.
Al cercle exterior estan gravades les paraules «SENICIANE VIVAS IIN DE». La frase té dues errades: la «I» de «IN» està duplicada, i això no deixa lloc per a l'última lletra, que hagués d'haver estat una «O». La inscripció corregida és «SENICIANE VIVAS IN DEO» -un propòsit comú entre els cristians romans, que significa 'Senecià, que visquis en Déu'.

## Història
L'anell de Silvià va ser descobert el 1785 en el camp llaurat d'una masia propera a Silchester, una localitat d'Hampshire d'origen romà i localització de moltes descobertes arqueològiques. No se sap com va arribar l'anell a l'heretat anomenada «The Vyne», també a Hampshire, però és probable que el granger que va trobar l'anell l'hi vengués a la família Chute, propietària de la mansió, coneguda pel seu interès en la història i les antiguitats. El propietari de l'heretat el 1888, Chaloner Chute, va escriure sobre l'anell en una història sobre la casa.

A començaments del segle xix es va descobrir una placa de plom, del tipus conegut com a «tauleta de maledicció» o defixio a l'emplaçament d'un temple romà dedicat al déu Nodens a Lydney (Gloucestershire), a uns 130 km de The Vyne. La placa tenia inscrita una maledicció en llatí: 
| «             | DEVO NODENTI SILVIANVS ANILVM PERDEDIT DEMEDIAM PARTEM DONAVIT NODENTI INTER QVIBVS NOMEN SENICIANI NOLLIS PETMITTAS SANITATEM DONEC PERFERA VSQVE TEMPLVM DENTIS | Al déu Nodens. Silvià ha perdut un anell i donarà la meitat [del seu valor] a Nodens. Als qui es diguin Senecià no permetis que gaudeixin de bona salut mentre no tornin l'anell al temple de Nodens. | » |
| — Evans.2012. | | |   |

L'any 1929, l'arqueòleg Sir Mortimer Wheeler estava excavant al jaciment de Lydney Park i va establir una connexió entre l'anell amb el nom de Senecià i la tauleta de maledicció amb el mateix nom. Wheeler va sol·licitar l'ajut de J. R. R. Tolkien, en la seva qualitat de professor d'anglosaxó a la Universitat d'Oxford, per investigar l'etimologia del nom «Nodens» referit a la maledicció. Com a resultat d'aquest encàrrec, Tolkien va escriure el breu assaig titulat The Name 'Nodens'.
L'anell de Silvià va romandre en la biblioteca de The Vyne durant molt de temps amb escassa difusió, però va saltar als mitjans de comunicació de masses a l'abril de 2013, quan es va muntar a la mansió una exposició sobre seu, amb l'anell original i una reproducció de la inscripció de la tauleta de maledicció.

## Inspiració de Tolkien

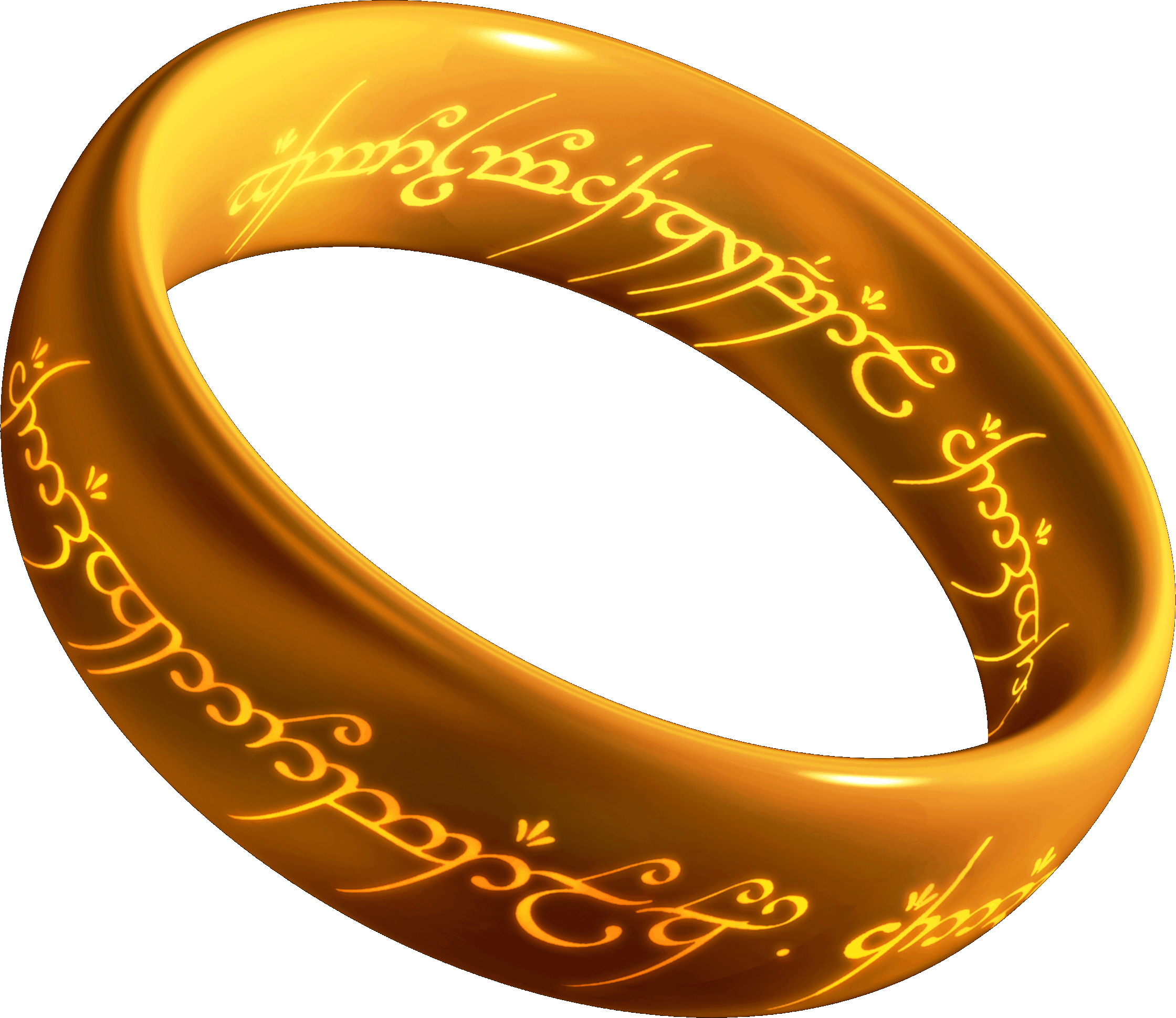
L'Anell Únic amb la escritura en llengua negra.

Es conjectura que Wheeler, durant les seves converses amb Tolkien sobre el nom «Nodens» de la tauleta de maledicció, podria haver parlat amb ell també sobre l'anell de The Vyne, que l'era tan familiar i relacionat amb la tauleta. El «Anell Únic» és un element fonamental a la trama d'El hobbit (publicada el 1937) i El Senyor dels Anells (1954). Al legendarium de Tolkien, l'«Anell Únic» va ser forjat pel Senyor Fosc Sàuron per esclavitzar als pobles lliures de la Terra Mitjana. Quan s'escalfava al foc es feia visible sobre el seu cercle una inscripció en una de les llengües construïdes per Tolkien, la «llengua negra de Mórdor». Es creu que d'altres aspectes de l'arqueologia a la zona de Lydney podrien haver influït en els escrits de Tolkien, com un fort de l'edat del ferro conegut com a Dwarf's Hill ('pujol del nan').
La Tolkien Society ha promogut l'exposició de la «Sala de l'Anell» de The Vyne, on s'exposen l'anell de Silvià sobre una plataforma rotativa, una primera edició de El hobbit i una còpia de la tauleta de maledicció. També s'ha muntat un «camp de jocs d'aventures a la Terra Mitjana» als encontorns. Lynn Forest-Hill de la Tolkien Society va expressar la seva satisfacció per haver trobat una possible font material de l'Anell Únic descrit a les novel·les de Tolkien, afirmant que totes les fonts anteriorment citades eren literàries, com Der Ring des Nibelungen, o llegendàries, com l'Andvarinaut.